# 阿龙伊什 (瓦莱-迪坎布拉)
阿龙伊什是葡萄牙阿威罗区的一个堂区。总面积39.78平方公里，总人口1952人，人口密度49.1人/平方公里。